# Ratsadathirat
Ratsadathirat (tiếng Thái: รัษฎาธิราช, Raṣṭādhirāj) là vị Quốc vương thứ 12 của của Vương quốc Ayutthaya, một quốc gia cổ xưa trong lịch sử Thái Lan.
Là con trai của tiên vương Borommaracha IV, Ratsada đã lên kế vị phụ vương trên ngai vàng Ayutthaya khi chỉ vừa lên năm. Tuy nhiên triều đại của ông chỉ kéo dài được 5 tháng, trước khi bị lật đổ và giết hại bởi Hoàng thúc Chairacha, người sẽ chiếm đoạt ngai vàng ngay sau đó.

## Tên gọi
Theo như Biên niên sử Hoàng gia Autograph và các phiên bản biến thể của nó, tên của ông là Ratthathirat (รัฏฐาธิราช; phát âm tiếng Thái: [rät̚˥.tʰäː˩˥.tʰi˥.räːt̚˥˩]; nghĩa là "chúa tể của vương quốc") hoặc Ratthathiratchakuman (รัฏฐาธิราชกุมาร; phát âm tiếng Thái: [rät̚˥.tʰäː˩˥.tʰi˥.räːt̚˥˩.t͡ɕʰä˥.ku˩.mä̃ːn˧]; nghĩa là "Chúa tể bé con của vương quốc").
Nhưng ông được biết đến nhiều hơn với cái tên Ratsadathirat (รัษฎาธิราช; phát âm tiếng Thái: [rät̚˥.sä˩.däː˧.tʰi˥.räːt̚˥˩]), một biến thể tiếng Phạn của cái tên tiếng Pali Ratthathirat.
Theo như Van Vliet Chronicle, được viết vào năm 1640 bởi thương gia người Hà Lan Jeremias Van Vliet, tên của ông được viết là Woo-Rhae Rassa Thae Thieraya.

## Tiểu sử

### Chào đời
Tất cả các biên niên sử của Thái Lan và các nguồn nước ngoài đều cho rằng Ratsada là con trai của Borommarachathirat IV, vị vua thứ 11 của Vương quốc Ayutthaya, và khi bước lên ngôi vua vào năm 895 lịch Chula (2076 Phật lịch, tương ứng với năm 1533 hoặc 1534 Công nguyên), ông chỉ vừa mới lên 5 tuổi. Từ đây mà suy, Ratsada có thể chào đời vào năm 890 lịch Chula (2071 Phật lịch, tương ứng với năm 1528 hoặc 1529 Công nguyên). Các học giả hiện đại cho rằng mẹ của ông có thể là con gái của một nhà quý tộc quyền lực nào đó muốn kết thân với hoàng gia thông qua hôn nhân, bởi vì lễ đăng quang của Ratsadathirat dường như đã được một nhóm quý tộc ủng hộ, mặc dù ông còn nhỏ tuổi.

### Lên ngôi và qua đời
Năm 895 lịch Chula (2076 Phật lịch, tương ứng 1533 - 1534 Công nguyên), Borommarachathirat IV qua đời vì bệnh đậu mùa. Ngai vàng được truyền cho Hoàng tử Ratsada. Năm 896 lịch Chula (1534 - 1535 Công nguyên), chỉ sau khi vừa tại vị được 5 tháng, thì Thân vương Chairacha - Phó vương Phitsanulok đã chiếm đoạt ngai vàng và đem vua Ratsada đi xử tử. Cuộc hành quyết được tiến hành theo luật Hoàng gia, nghĩa là, vị ấu vương đã bị cho vào một bao tải màu đỏ và bị đánh vào cổ cho đến chết bằng một cây gậy gỗ đàn hương.

### Quan hệ với Chairacha
Biên niên sử Thái Lan và nước ngoài đều công nhận rằng Ratsada và Chairacha là bà con họ hàng. Nhưng không có tài liệu nào trong số này cung cấp đủ thông tin để làm rõ mối quan hệ giữa hai người. Biên niên sử Hội Phật giáo thì ghi nhân Chairacha là cháu trai (con của chị em gái) của vua Ramathibodi II, mà Ramathibodi lại là phụ thân của Borommaracha IV, ông nội của Ratsada. Còn theo Biên niên sử Hoàng gia Autograph à các phiên bản biến thể của nó chỉ nói rằng Chairacha là họ hàng của Ramathibodi II, phụ thân của Borommaracha IV. Van Vliet Chronicle thì nói rằng Chairacha là họ hàng xa của Ratsada và từng là nhiếp chính trong thời kỳ trị vì của ấu vương.
Sử gia Damrongrachanuphap đưa ra giả thuyết rằng Chairacha là Phó vương của Ayutthaya (kiêm chức Thành chủ Phitsanulok) dưới thời Borommaracha IV và Ratsada. Đó là lý do tại sao Chairacha phải mất những năm tháng để đến Ayutthaya và chiếm lấy ngai vàng. Các học giả hiện đại đã đưa ra giả thuyết rằng một lý do khác khiến Chairacha phải chờ đợi 5 tháng, là bởi vì, trước khi có thể tiến hành đảo chính, ông ta cần phải kiểm tra thái độ của từng phe phái chính trị và chờ đợi "một cơ hội tốt", bởi vì Ratsada vẫn được sự ủng hộ của một thế lực rất lớn mạnh. Người đứng đầu phe này có thể là ông ngoại của Ratsada.
Hơn nữa, việc lên ngôi của Hoàng tử Ratsada là trái với truyền thống, bởi vì theo thông lệ, Phó vương luôn là người đầu tiên trong danh sách kế vị ngai vàng. Vì lý do trên, các học giả hiện đại cho rằng việc Ratsadathirat lên ngôi đã khiến Chairacha tức giận và tiến hành đảo chính giành lại ngôi vị. Cuộc "bạo lực không cần thiết" này đã khiến Phế vương mới 5 tuổi bị hành quyết. Sự kiện này cũng khiến cho Ratsada trở thành vị vua thứ hai của Nhà Suphannaphum bị xử tử.

## Tổ tiên
| \| \| \| \| \| \| \| \| \| \| \| 8. Vua Trailok của Ayutthaya \| \| \| \| \| \| \| \| \| \| \| \| \| \| \| \| \| \| \| \| \| \| \| \| \| \| \| \| \| \| \| \| \| \| \| \| \| \| \| \| \| \| \| \| \| \| \| \| \| \| \| 4. Vua Ramathibodi II của Ayutthaya \| \| \| \| \| \| \| \| \| \| \| \| \| \| \| \| \| \| \| \| \| \| \| \| \| \| \| \| \| \| \| \| \| \| \| \| \| \| \| \| \| \| \| \| \| \| \| \| \| \| \| \| \| \| \| \| \| \| \| \| \| \| \| \| \| \| \| \| \| \| \| \| \| \| \| \| \| \| \| \| \| \| \| \| \| \| \| \| \| \| \| \| \| \| \| \| \| \| \| \| \| \| \| \| \| \| \| \| \| \| \| \| \| \| \| \| \| \| \| \| 2. Vua Borommaracha IV của Ayutthaya \| \| \| \| \| \| \| \| \| \| \| \| \| \| \| \| \| \| \| \| \| \| \| \| \| \| \| \| \| \| \| \| \| \| \| \| \| \| \| \| \| \| \| \| \| \| \| \| \| \| \| \| \| \| \| \| \| \| \| \| \| \| \| \| \| \| \| \| \| \| \| \| \| \| \| \| \| \| \| \| \| \| \| \| \| \| \| \| \| \| \| \| \| \| \| \| \| \| \| \| \| \| \| \| \| \| \| \| \| \| \| \| \| \| \| \| \| \| \| \| \| \| \| \| \| \| \| \| \| \| \| \| \| \| \| \| \| \| \| \| \| \| \| \| \| \| \| \| \| \| \| \| \| \| \| \| \| \| \| \| \| \| \| \| \| \| \| \| \| \| \| \| \| \| \| \| \| \| \| \| \| \| \| \| \| \| \| \| \| \| \| \| \| \| \| \| \| \| \| \| \| \| \| \| \| \| \| \| \| \| \| \| \| \| \| \| \| \| \| \| \| \| \| \| \| \| \| \| \| \| \| \| \| \| \| \| \| \| \| \| 1. Vua Ratsada of Ayutthaya \| \| \| \| \| \| \| \| \| \| \| \| \| \| \| \| \| \| \| \| \| \| \| \| \| \| \| \| \| \| \| \| \| \| \| \| \| \| \| \| \| \| \| |                                      |  |  |  |  |  |  |  |  |                              |  |  |  |
| |                                      |  |  |  |  |  |  |  |  | 8. Vua Trailok của Ayutthaya |  |  |  |
| |                                      |  |  |  |  |  |  |  |  |                              |  |  |  |
| |                                      |  |  |  |  |  |  |  |  |                              |  |  |  |
| |                                      |  |  |  |  |  |  |  |  |                              |  |  |  |
| | 4. Vua Ramathibodi II của Ayutthaya  |  |  |  |  |  |  |  |  |                              |  |  |  |
| |                                      |  |  |  |  |  |  |  |  |                              |  |  |  |
| |                                      |  |  |  |  |  |  |  |  |                              |  |  |  |
| |                                      |  |  |  |  |  |  |  |  |                              |  |  |  |
| |                                      |  |  |  |  |  |  |  |  |                              |  |  |  |
| |                                      |  |  |  |  |  |  |  |  |                              |  |  |  |
| |                                      |  |  |  |  |  |  |  |  |                              |  |  |  |
| |                                      |  |  |  |  |  |  |  |  |                              |  |  |  |
| | 2. Vua Borommaracha IV của Ayutthaya |  |  |  |  |  |  |  |  |                              |  |  |  |
| |                                      |  |  |  |  |  |  |  |  |                              |  |  |  |
| |                                      |  |  |  |  |  |  |  |  |                              |  |  |  |
| |                                      |  |  |  |  |  |  |  |  |                              |  |  |  |
| |                                      |  |  |  |  |  |  |  |  |                              |  |  |  |
| |                                      |  |  |  |  |  |  |  |  |                              |  |  |  |
| |                                      |  |  |  |  |  |  |  |  |                              |  |  |  |
| |                                      |  |  |  |  |  |  |  |  |                              |  |  |  |
| |                                      |  |  |  |  |  |  |  |  |                              |  |  |  |
| |                                      |  |  |  |  |  |  |  |  |                              |  |  |  |
| |                                      |  |  |  |  |  |  |  |  |                              |  |  |  |
| |                                      |  |  |  |  |  |  |  |  |                              |  |  |  |
| |                                      |  |  |  |  |  |  |  |  |                              |  |  |  |
| |                                      |  |  |  |  |  |  |  |  |                              |  |  |  |
| |                                      |  |  |  |  |  |  |  |  |                              |  |  |  |
| |                                      |  |  |  |  |  |  |  |  |                              |  |  |  |
| | 1. Vua Ratsada of Ayutthaya          |  |  |  |  |  |  |  |  |                              |  |  |  |
| |                                      |  |  |  |  |  |  |  |  |                              |  |  |  |
| |                                      |  |  |  |  |  |  |  |  |                              |  |  |  |